# Ярнефельт-Пальмгрен, Майкки
Ма́йкки Я́рнефельт-Па́льмгрен (фин. Maikki Järnefelt-Palmgren, урожд. Мария Пакаринен, фин. Maria Pakarinen; 26 августа 1871, Йоэнсуу, Великое княжество Финляндское — 4 июля 1929, Турку, Финляндия) — финская певица (сопрано). Жена композитора и дирижёра Армаса Ярнефельта, затем композитора Селима Пальмгрена.

## Биография
Училась в Хельсинки у Абрахама Ойянпере, затем у Матильды Маркези в Париже. Выступала на оперных сценах Германии и Италии, часто в операх Рихарда Вагнера (Елизавета в «Тангейзере», Зиглинда в «Валькирии»). В 1904 году вместе с Армасом Ярнефельтом стояла у истоков оперного театра в Хельсинки.